# Cakile
Cakile es un género de plantas con flores perteneciente a la familia  Brassicaceae.

## Distribución
Las especies de este género se llaman comúnmente «rocas marinas» aunque estos nombres se limitan a las especies que se encuentran en estas regiones:  Cakile maritima en los roquedales marinos de Europa y C. edentula en los roquedales marinos de Norteamérica. El género es nativo de Europa, Asia y Norteamérica, pero las especies europeas se han introducido ampliamente en las costas este y oeste de Norteamérica, considerándose en algunos lugares especie invasora.

## Descripción
Las especies Cakile son plantas perennes con tallo erecto. Las especies en Europa y Norteamérica crecen cerca de la costa, a menudo en dunas.
Son hierbas anuales o bienales, suculentas; tallos estrechamente ramificado, bastante corpulento, decumbentes; hojas carnosas cuando está fresco, todo a cerca de pinadas, pecioladas o sésiles, nunca juntando; inflorescencia racemosa, ebracteate; flores blancas a violáceas, pétalos no visible; infrutescencia alargada; pedicelos gruesos; silicuas indehiscente, compuesto por dos articulaciones que se desarticulan libremente a su vencimiento;  semillas oblongas, sin alas.

## Taxonomía
El género fue descrito por Philip Miller y publicado en The Gardeners Dictionary...Abridged...fourth edition vol. 1. 1754.

## Especies
- Cakile arabica
- Cakile arctica Pobed.
- Cakile constricta
- Cakile edentula
- Cakile geniculata
- Cakile lanceolata
- Cakile maritima